# Nationale 1 2011-2012 (hockey su pista)
Il Nationale 1 2011-2012 è stata la 96ª edizione del torneo di primo livello del campionato francese di hockey su pista; fu disputato dal 15 ottobre 2011 al 2 giugno 2012. Il titolo fu conquistato dal Quévert, al suo settimo titolo.

## Stagione

### Formula
Il Nationale 1 2011-2012 vide ai nastri di partenza dodici club; la manifestazione fu organizzata con un girone all'italiana, con gare di andata e ritorno per un totale di ventidue giornate: erano assegnati tre punti per l'incontro vinto, un punto a testa per l'incontro pareggiato e zero la sconfitta. Al termine della stagione regolare la vincitrice venne proclamata campione di Francia. Le squadre classificate dall'undicesimo al dodicesimo posto retrocedettero direttamente in Nationale 2, il secondo livello del campionato.

## Classifica finale
|                    | Pos. | Squadra              | Pt | G  | V  | N | P  | GF  | GS  | DR  |
| ------------------ | ---- | -------------------- | -- | -- | -- | - | -- | --- | --- | --- |
| Francia (bandiera) | 1.   | Quévert              | 59 | 22 | 19 | 2 | 1  | 118 | 55  | +63 |
|                    | 2.   | SCRA Saint-Omer      | 55 | 22 | 18 | 1 | 3  | 137 | 59  | +78 |
|                    | 3.   | Coutras              | 45 | 22 | 14 | 3 | 5  | 105 | 79  | +26 |
|                    | 4.   | Saint-Brieuc         | 35 | 22 | 11 | 2 | 9  | 72  | 71  | +1  |
|                    | 5.   | La Vendéenne         | 34 | 22 | 11 | 1 | 10 | 98  | 77  | +21 |
|                    | 6.   | Mérignac             | 32 | 22 | 10 | 2 | 10 | 97  | 98  | -1  |
|                    | 7.   | Ploufragan           | 28 | 22 | 8  | 4 | 10 | 75  | 76  | -1  |
|                    | 8.   | Biarritz             | 25 | 22 | 7  | 4 | 11 | 80  | 111 | -31 |
|                    | 9.   | Gleizé en Beaujolais | 22 | 22 | 6  | 4 | 12 | 68  | 101 | -33 |
|                    | 10.  | Lione                | 21 | 22 | 6  | 3 | 13 | 79  | 95  | -16 |
|                    | 11.  | Plonéour-Lanvern     | 15 | 22 | 5  | 0 | 17 | 66  | 105 | -39 |
|                    | 12.  | Villejuif            | 10 | 22 | 2  | 4 | 16 | 63  | 120 | -57 |

Legenda:
  Vincitore della Coppa di Francia 2011-2012.
      Campione di Francia e ammessa all'Eurolega 2012-2013.
      Ammesse all'Eurolega 2012-2013.
      Ammesse alla Coppa CERS 2012-2013.
      Retrocesse in Nationale 2 2012-2013.
Note:
Tre punti a vittoria, uno a pareggio, zero a sconfitta.